# Banda Api
Banda Api (en indonesi api vol dir "foc") és una illa de les illes Banda, Indonèsia. És administrada com a part del districte administratiu (kecamatan) dins de la Regència Central de Maluku de la província de Maluku.

## Geografia
L'illa és gairebé circular i té un diàmetre d'uns 3 quilòmetres. L'illa es troba al centre del grup de les illes Banda, la veïna illa de Banda Neira es troba uns 100 metres a l'est i Lontor prop d'1 km al sud. L'illa està dominada pel seu volcà actiu, el Gunung Api, amb una alçada de 640 metres. Banda Api, Lontor i Banda Neira formen l'extrem d'una caldera volcànica submergida amb un diàmetre d'uns set quilòmetres.

## Història

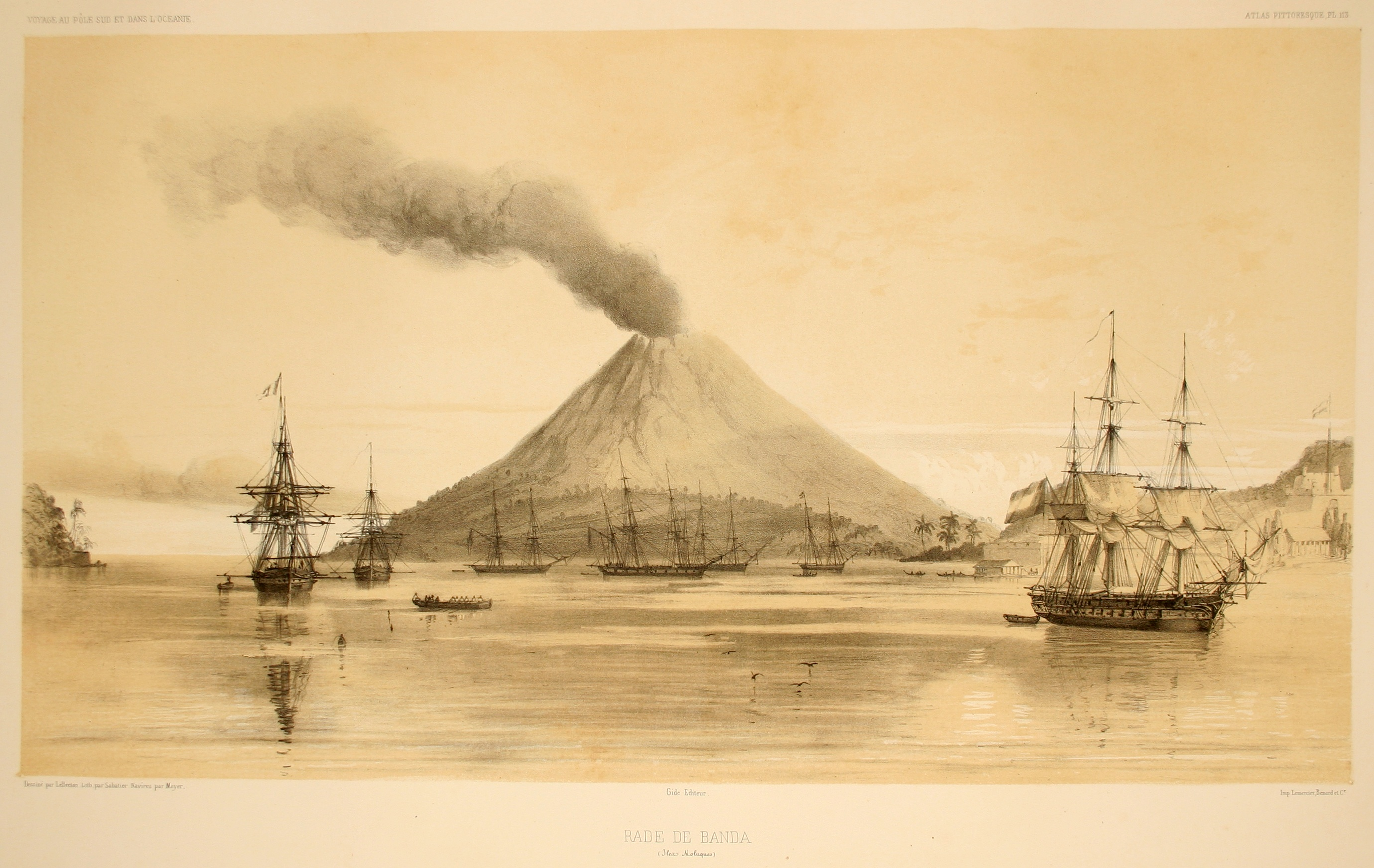
Banda Api el 1846

La nou moscada es conrea a l'illa i el comerç va aportar una gran riquesa als habitants en l'època premoderna. Fins a principis del segle xvii, les illes Banda estaven governades per magnats locals anomenats Orang Kaya. Els portuguesos van ser els primers europeus que van intentar dominar el comerç de les espècies a partir del segle xvi, però van ser substituïts pels holandesos. Inicialment els holandesos van establir relacions amistoses i un establiment comercial el 1599, però el 1609 els Orang Kaya de Banda Neira es van rebel·lar contra els intents holandesos de dominar el comerç de les espècies, matant 30 holandesos. Això va donar lloc a la conquesta holandesa de les illes Banda, que finalitzà el 1621, en la qual Jan Pieterszoon Coen, va envair les illes i posteriorment va començar una campanya d'extermini dels habitants locals.
Per mantenir l'arxipèlag productiu, la Companyia Neerlandesa de les Índies Orientals va repoblar les illes, inclosa Api, majoritàriament amb esclaus procedents de la resta d'illes de l'actual Indonèsia, l'Índia i la costa de la Xina, que treballaven sota el comandament de plantadors holandesos (perkeniers). Els nadius originals també van ser esclavitzats i van rebre l'ordre d'ensenyar als nouvinguts sobre l'agricultura de la nou moscada. El tractament dels esclaus va ser sever: la població nativa va decaure a un centenar el 1681, i s'importaven 200 esclaus anualment per mantenir una població d'esclaus estable en 4.000.
Les erupcions volcàniques del Gunung Api eren de vegades explosives, amb diverses colades de lava arribant fins a la costa. Entre el 1586 i el 1988 el volcà va entrar en erupció més de vint vegades. Per exemple, el juny de 1820 es va produir una erupció sobtada i violenta, com a conseqüència de la qual els illencs van fugir a la veïna Banda Neira. L'any 1890 es va construir un nou cràter i paral·lelament van tenir lloc diversos terratrèmols que van afectar un gran nombre de vivendes. El maig de 1901, forts terratrèmols van anar acompanyats de detonacions i una brillantor brillant a la part superior del volcà.
Els holandesos van continuar governant l'illa fins al 1949, tot i que la importància econòmica de la nou moscada va disminuir molt amb la pèrdua del monopoli holandès després que els britànics plantessin amb èxit arbres de nou moscada en altres parts del món, especialment Penang i Grenada. Amb la independència d'Indonèsia l'illa ha passat a ser administrada com a part de la província de Maluku.
Banda Api va entrar en erupció el 10 de maig de 1988 a partir d'una fissura orientada N-SSW, amb activitat explosiva i vessament de lava. L'alçada de la columna eruptiva es va estimar entre 3 i 5 quilòmetres el 9 de maig, però els càlculs per satèl·lit indiquen que va arribar a més de 16 quilòmetres. Al sud, al nord i al nord-oest del cim es van formar tres cràters, dels quals van sorgir colades de lava que en tots els casos van arribar al mar. Els 1.800 illencs, així com 5.000 dels llavors 6.000 residents de Banda Neira van ser evacuats a l'illa d'Ambon, a uns 200 quilòmetres de distància. Tres persones van morir com a conseqüència de les erupcions volcàniques i la majoria dels habitants van optar per traslladar-se a Banda Neira.